# Peixe-folha
Peixes-folha são pequenos peixes dulcícolas da família Polycentridae , da América do sul.
Eles possuem grande cabeça, são marmorizados e possuem grande boca protátil. Essas características, juntamente com seus movimentos peculiares ajudá-los a capturar presas bastante grande para o tamanho de seus corpos, incluindo pequenos peixes, insetos aquáticos e outros invertebrados.
Sua aparência estranha semelhante a uma folha o torna interessante para aquariofilistas.

## Gêneros e espécies
- Gênero Monocirrhus
  - Monocirrhus polyacanthus Heckel, 1840
- Gênero Polycentrus
  - Polycentrus schomburgkii Müller & Troschel, 1849